# Max manque un riche mariage
Max manque un riche mariage è un cortometraggio del 1910 diretto da Lucien Nonguet.

## Trama
Max sta per conoscere una ragazza e per questo motivo deve fare bella figura davanti agli occhi dei suoi genitori. Mentre si veste per uscire, si china per allacciare la scarpa e ad un tratto i pantaloni si strappano nella parte posteriore. Li ripara alla bell'e meglio, coprendo il danno con le code del cappotto, ma quest'ultimo essendo corto copre ben poco; ciò nonostante prende e va. Arrivato alla casa dei genitori della ragazza, il maggiordomo lo scruta da capo a piedi e poi entra. Una volta entrato in casa si inchina per il saluto alla ragazza, sentendo che il rattoppo ai pantaloni ha ceduto. Max disperato si siede subito e, durante il resto della serata, esegue le più incredibili imprese per nascondere lo strappo.

## Remake
Questo film è il remake che Max Linder fece nel 1908 con il titolo Mon pantalon est décousu diretto da André Heuzé.